# Alexander Reichenberg
Alexander Reichenberg, född 13 juni 1992 i Mora, död 5 maj 2024 i Lillehammer, var en norsk-svensk ishockeyspelare.
Reichenberg tävlade för Norge vid olympiska vinterspelen 2018 i Pyeongchang. Han var med i Norges lag som blev utslaget i kvartsfinalen i herrarnas turnering i ishockey.
I Reichenbergs dödsannons angavs att han "valde att lämna oss".